# Phyllodromica nadigi
Phyllodromica nadigi är en kackerlacksart som beskrevs av Harz 1976. Phyllodromica nadigi ingår i släktet Phyllodromica och familjen småkackerlackor.
Artens utbredningsområde är Italien. Inga underarter finns listade i Catalogue of Life.